# 因葵
因葵（英語：Christopher Loak，1965年7月30日—），本名陸謙遊，香港著名填詞人，主要活躍於八十年代至九十年代。

## 簡歷
因葵是一名混血兒，具有中國與意大利的血統，早年在香港島北角成長，居住在明園西街的舊樓。
因葵的外祖父，曾擔任浸信會牧師，是廣州培正中學的創辦人之一。
1978年畢業於北角街坊會陳維周夫人紀念學校，後於1978年至1983年間入讀西營盤育才中學，與太極樂隊成員雷有暉為中四至中五年級的同班同學。他第一首發表的填詞作品為太極的《紅色跑車》，其後開始於詞壇上活躍。他亦與太極、周啟生等歌手合作無間。1999年，他為鄭秀文填寫的《插曲》獲頒1999年度十大勁歌金曲頒獎典禮「金曲金獎」。2016-2018年經常活躍於網絡媒體或網絡電台分享唱片業一些見聞及經歷。

## 作曲作品
1993年
- 吳國敬 – 我愛您每一日
- 莫文蔚 – HEY! 如果……（與周啟生合曲）

2022年
- 雷有輝 – 海邊漫步

2023年
- 唐韋琪 – 萬世韆鞦

## 填詞作品
1985年
- 太　極 – 紅色跑車
- 太　極 – 魅影
- 太　極 – 從未愛過

1986年
- 太　極 – 吶喊
- 太　極 – 沉淪
- 太　極 – 妄想
- 太　極 – 迷途
- 太　極 – Celia
- 太　極 – 犧牲多一次（與雷有曜合填）
- 太　極 – 2030
- 太　極 – 瘋狂派對
- 太　極 – So Lonely

1987年
- 太　極 – 禁區
- 太　極 – 消失的愛
- 太　極 – 神秘事件
- 太　極 – 錯?
- 太　極 – 迷幻地圖
- 太　極 – 瘋人物語

1988年
- 太　極 – 想
- 太　極 – 全人類高歌
- 太　極 – 妖哭都市
- 太　極 – 留戀
- 太　極 – 懶
- 太　極 – 接觸
- 太　極 – 想她
- 太　極 – 不羈
- 太　極 – 希望
- 杜德偉 – 離家出走
- 杜德偉 – 算了吧
- 張立基 – 講我知
- 陳百強 – 幻像

1989年
- 太　極 – 亞基拉
- 太　極 – 沉默風暴
- 太　極 – 莫負青春
- 太　極 – 青春潮流
- 張國榮 – 絕不可以
- 张学友 – 只願一生愛一人
- 陳慧嫻 – 真情流露
- 蔡立兒 – 秘密
- 蔡立兒 – 絕戀
- 蔡立兒 – 不得了
- 周啟生 – 午夜突破

1990年
- Face To Face – 二人夜話
- Maria Cordero – 戇居居
- 太　極 – 決裂邊緣
- 太　極 – 無盡風沙
- 太　極 – 完全因你（與王書權合填）
- 太　極 – 回憶
- 太　極 – 樂與悲
- 太　極 – 沉默不是金
- 吳婉芳 – 准我離開吧
- 呂　方 – 天老情未老
- 呂　方 – 濃情美夢
- 杜德偉 – 飆車
- 周慧敏 – 不羈女神
- 周慧敏 – 不再衝動
- 周慧敏 – 詛咒
- 周慧敏 – 情迷
- 周慧敏 – 借歪
- 周慧敏 – Shut Up
- 林憶蓮 – 怱怱
- 陳百強 – 今夜守規矩
- 陳德彰 – 只有愛
- 陳德彰 – 一絲的寄望
- 陳德彰 – 情海漩渦
- 曾航生 – 夢幻時光
- 葉蒨文 – 未了解
- 葉蒨文 – 一觸即發
- 葉蒨文 – 如果有緣
- 甄楚倩 – 情逝了
- 劉祖兒 – 自由歲月
- 劉祖兒 – 放肆
- 劉德華 – 迷醉的雙臉（與劉德華合填）
- 鄭瑞芬 – 請不要...
- 黎　明 – 戀火
- 黎　明 – 赤色黎明
- 李達成 – 《妙手神偷》主題曲

1991年
- Echo – 夢裡天使
- Echo – 怪客
- Echo – 新歡
- 太　極 – 不知不覺
- 太　極 – 鐵漢的心
- 太　極 – 困擾
- 太　極 – 後悔
- 太　極 – 人生比賽
- 太　極 – 我是皇帝
- 太　極 – 圈套
- 太　極 – Crystal
- 吳婉芳 – 夜似水，夢似水
- 吳婉芳 – 如果這是愛
- 吳婉芳 – 一樣
- 呂　方 – 寂寞地Crying In The Rain
- 李國祥 – 獨來獨往
- 李國祥 – 藍夜
- 周啟生 – 化蝶
- 周啟生 – 命運
- 周啟生 – 家
- 周啟生 – 喜歡嗎
- 周啟生 – 蜜蜂王子
- 周慧敏 – 情到最後
- 草　蜢 – 笑中有淚
- 馬怡靜 – 真愛
- 夏韶聲 – 10,000年更High節奏曲
- 梁漢文 – 我習慣瀟灑
- 梁漢文 – 著迷
- 梅艷芳 – 愛殺
- 陳百強 – 夢唏噓
- 黃凱芹 – 他的影，他的車
- 黃凱芹 – 壓抑
- 陸家俊 – 龍珠二世
- 曾航生 – 魔法時代
- 劉美君 – 我
- 劉德華 – 憑什麼
- 劉德華 – 愛我吧
- 劉錫明 – 與他擁有
- 劉錫明 – 永遠著迷的愛
- 劉錫明 – 攻擊行動
- 劉錫明 – 時代節奏
- 蔡立兒 – 過界
- 鄭少秋 – 勝敗人生
- 鄭秀文 – 醉鄉
- 鄭秀文 – 功夫貓黨
- 黎　明 – 末世紀之戀
- 黎　明 – 午夜夢迴
- 黎　明、李克勤、草　蜢 – Yes一族
- 黎明詩 – Waiting For Your Love
- 黎明詩 – 無條件的愛
- 譚詠麟 – Elaine
- 關淑怡 – 夜夜求上帝
- 關淑怡 – 仲夏夜的寒冬

1992年
- Face To Face – 午夜節目
- 太　極 – 每一句說話
- 太　極 – 永遠愛你
- 太　極 – 不想把愛挽留
- 太　極 – 佔有
- 何婉盈 – 縱使凝望
- 何寶生 – 夢薔薇
- 何寶生 – 倒瀉香檳
- 吳國敬 – 海
- 吳國敬 – Nancy
- 吳國敬 – 睡蓮
- 李克勤 – My Melody
- 李國祥 – 任性
- 李國祥 – 最後的浪漫
- 李國祥 – 寧願
- 李樂詩 – 無伴了
- 草　蜢 – 撕開我的心
- 草　蜢 – 起舞吧
- 草　蜢、關淑怡 – So Sad
- 張港基 – 醉心平凡
- 梁漢文 – 魔法小子
- 梁漢文 – 伏魔小王子
- 許子聰 – Oh! Darling
- 許子聰 – 她怎麼想
- 許子聰 – Evy
- 許子聰 – 一生一次
- 許子聰 – 誰能明瞭我的心
- 許子聰 – 其實我不想講再會
- 許子聰 – 玫瑰
- 許子聰 – 夢春風
- 許子聰 – 扮瀟灑
- 許子聰 – 玩痛苦
- 許志安 – 邂逅
- 許志安 – Crazy Rain
- 許志安 – 闔府搶錢
- 許志安 – 至尊勇者
- 許志安 – 她
- 許志安 – 誰是我知己
- 郭富城 – 我為你痴想
- 陸家俊 – 為何是妳
- 彭家麗 – 不再驕傲
- 曾航生 – 夜曲
- 曾航生 – 吻別
- 溫兆倫 – When I See You Again
- 葉玉卿 – 與他對望
- 甄楚倩 – 一千零一杯酒
- 甄楚倩 – 一生放暑假
- 劉小慧 – 歌
- 劉玉翠 – 借多一夜
- 蔡立兒 – 決定
- 蔡濟文 – 機場
- 蔡濟文 – 改
- 蔡興麟 – 講一句
- 鄭伊健 – 當你遇到我
- 黎瑞恩 – 了不起
- 鍾鎮濤 – 無悔的愛
- 鍾鎮濤 – 好醜都會掂
- 鄺美雲 – 原來是愛
- 譚詠麟 – 情人
- 譚詠麟 – 婚禮
- 譚詠麟 – 我的生命我的愛
- 關淑怡 – 神秘約會
- 關淑怡 – Dela

1993年
- Girl Friends – 胡不歸
- 太　極 – 正義勇士
- 太　極 – 午夜撒旦
- 太　極 – 遠飛
- 太　極 – 南俠展昭
- 太　極 – 曾經試過幾次
- 伊能靜 – 暖的心，冷的吻
- 伊能靜 – 我這樣傻
- 吳君如 – 廢話
- 吳國敬 – 人生
- 吳國敬 – 聊齋──醉
- 吳國敬 – 想飛
- 吳國敬 – 謎底
- 吳國敬 – 夢仙
- 吳國敬 – 偶然記起
- 吳國敬 – 魔與仙
- 呂　珊 – 自私
- 李克勤 – 回首
- 李克勤 – 妳5
- 李克勤 – 天空海闊（與向雪懷合填）
- 李克勤 – 蜜月花車
- 李克勤 – 十萬個問上帝
- 李克勤 – 緣
- 李克勤 – 良心
- 李克勤 – 生命色彩
- 李克勤 – 請放手
- 李家明 – 她不可愛嗎？
- 車沅沅 – 擁抱我吧
- 草　蜢 – 你讓我找到未來
- 袁潔瑩 – 愛到盡時
- 袁潔瑩 – 玩笑
- 張衛健 – 無需再一起
- 莫少聰 – 玩肚餓
- 莫少聰 – 越恨越愛
- 莫文蔚 – 我有病
- 莫文蔚 – 一生等你回來
- 莫文蔚 – 要是一生都不老
- 莫文蔚 – 逗留？分手？
- 莫文蔚 – HEY! 如果……
- 許志安 – 等我
- 許冠英 – 灑脫大亨
- 陳碧清 - 明治朱古力橡皮糖
- 曾航生 – 一世最愛 一世不變
- 彭家麗 – 明知心所愛白費
- 鄒　靜 – 我愛夏日長
- 鄒　靜 – 是誰是錯
- 鄒　靜 – Bang Bang
- 鄒　靜 – Where is my love tonight?
- 溫碧霞 – 愛有代價
- 溫　拿 – 勝利曲譜
- 劉小慧 – 伊人獨憔悴
- 劉錫明 – 無論是錯對
- 蔣志光 – 夢裡想著你
- 鄭梓浩 – 午夜插曲
- 鄭梓浩 – 還是算了吧
- 鍾鎮濤 – 想富裕過一生
- 譚詠麟 – Lawman(執法者)
- 譚詠麟 – 仍是任性
- 關淑怡 – 情陷我心

1994年
- 古巨基 – 愛的解釋
- 古巨基 – 因為一朵花而放棄一個花園
- 江希文 – 等你約會
- 吳國敬 – 徹底
- 吳國敬 – 玩意
- 李克勤 – 末世紀的愛
- 李家明 – 友愛不變
- 李婉華 – 末路狂花
- 李樂詩 – 不要看透我
- 洪楗華 – 每日懷念你
- 胡越山 – 如果收到花
- 韋綺姍 – 解放
- 孫耀威 – 一人一半
- 袁潔瑩 – 要是
- 袁潔瑩 – 自由活動
- 張崇基、張崇德 – 龍珠94（戰鬥力化再造版）
- 莫少聰 – 苦戀
- 許志安 – 道別雨林
- 許秋怡 – 偶像雜果冰
- 葉玉卿 – 獨身女子
- 鄒　靜 – 抵押
- 鄒　靜 – 愛等於一切
- 趙學而 – 很清楚
- 關淑怡 – 緊張
- 蘇慧倫 – 我有時會想

1995年
- 太　極 – 偷食
- 太　極 – 望故鄉
- 太　極 – 疾終
- 太　極 – 求你
- 太　極 – 若這是結果
- 太　極 – 這一串問題
- 吳國敬 – 一個下晝
- 吳國敬 – 起舞......
- 周華健 – 好想好想
- 風火海 Feat. 莫文蔚 – Day Day小鳥
- 孫耀威 – 戀一個愛
- 孫耀威 – 開篷車上等妳的人
- 孫耀威 – 不能傳達的思念
- 容錦昌 – 西遊記
- 陳曉東 – 一次真愛追尋一百次
- 趙學而 – 要吧
- 劉小慧 – 愛情重傷（與余紹祺合填）
- 潘美辰 – 抗拒更加誘惑我
- 潘美辰 – 瀟灑的黑恤衫
- 關淑怡 – 有話明天說

1996年
- 李中希 – 太著緊
- 張衛健 – 西遊記
- 梁詠琪 – 激雨
- 郭晉安 – 《天降財神》插曲
- 陳建穎 – 我的喜與哀
- 蔣卓樂 – 檯頭鬧鐘
- 譚耀文 – 其實再不介意

1997年
- 力機構 – 明星般的男孩
- 力機構 – 奴隸獸
- 力機構 – 沏茶
- 力機構 – 愛之過
- 力機構 – 天氣報告
- 力機構 – 安魂曲
- 力機構 – 活著
- 力機構 – 戀愛像玫瑰
- 力機構 – 春田花花
- 力機構 – 鋼琴自戀
- 力機構 – 為死去公主而作的帕凡舞曲
- 呂　方 – 幽會
- 呂　方 – 思維組織
- 李　玟 – 男女之爭
- 李　玟 – 差不多先生
- 車沅沅 – 十分傻
- 胡諾言 – 唱片店
- 紀炎炎 – 夫妻的朋友
- 陳奕迅 – 現場直播
- 陳曉東 – 下輩子的事
- 陳曉東 – 從深海中到外太空
- 謝霆鋒 – 初生之犢
- 謝霆鋒 – 慾望號快車
- 謝霆鋒 – 沒有外套的Angelina

1998年
- 何嘉莉 – 錯覺
- 馬浚偉 – 錯在不會錯
- 馬浚偉 – 壞腦光年
- 馬浚偉、葉麗儀 – 不再悲哀的日期
- 陳慧嫻 – 夢
- 黎　明 – 心靈感應
- 劉愷威 – 星際漫遊Ya Ya Ya

1999年
- 太　極 – 曙光
- 太　極 – 一刻印記
- 太　極 – 懸崖
- 太　極 – 唱唱笨小孩
- 太　極 – 煉獄
- 太　極 – 痛
- 何嘉莉 – 錯
- 恭碩良 – 愛空間
- 馬浚偉 – 玫瑰和家明
- 馬浚偉 – 靈感
- 馬浚偉 – 傻
- 馬浚偉 – 去去
- 馬浚偉 – 茉莉
- 容祖兒 – 扮了解
- 梁漢文 – 皇子的美學研究
- 郭富城 – 誰能代替你
- 楊千嬅 – 彈珠人的愛心炸彈
- 楊千嬅 – 智多多知多多
- 鄭秀文 – 插曲
- 鄭秀文 – 另類男女
- 葉佩雯 – 快樂的頑皮公主笑一世
- 葉佩雯 – 晴天Pig Pig
- 葉佩雯 – 好友入門
- 謝霆鋒 – 改造人
- 謝霆鋒 – 心底話
- 謝霆鋒 – 好好世界
- 謝霆鋒 – 跨過世界的人
- 鄭少秋 – 香港料理
- 陳浩民 – 人龍傳說

2000年
- 何嘉莉 – 心暖
- 力機構 – 琴流感
- 力機構 – 我和巴哈在米埔野餐
- 力機構 – 余力姬.巴哈.郊野管理員和地盤工人
- 容祖兒 – Now and Forever
- 馬浚偉、陳建穎 – 新細胞時代
- 張栢芝 – 迷戀愛劇場（與C. Y. Kong合填）
- 梁漢文 – 約妳
- 陳慧琳 – 撩我
- 楊千嬅 – 深息
- 楊千嬅 – 吹牛娃娃
- 楊千嬅 – 個個都有寶
- 楊千嬅 – 智多多動物奧運會
- 葉佩雯 – 甚麼關係？
- 謝霆鋒 – 不是定理
- 謝霆鋒 – 定律（與謝銘祐合填）
- 謝霆鋒 – 所有人是傻

2001年
- VRF – 哈囉喂Party（與甄健強合填）
- 丁菲飛 – 夢蕾
- 丁菲飛 – 忘我
- 有耳非文 – 樣版戲
- 范曉萱 – 最好的愛煞人武器
- 夏韶聲 – 故居夜遊
- 馬浚偉 – 怪我未夠登對
- 馬浚偉、陳建穎 – 重生
- 張燊悅 – 怎暴露（與張燊悅合填）
- 張學友 – 人鬼獸
- 莫文蔚 – 角色
- 莫文蔚 – 高帽（與伍佰合填）
- 梁漢文 – 愚樂一週
- 郭富城 – 活得好（與小美合填）
- 陳冠希 – 放任
- 彭海桐 – 四驅...Let's Go!
- 黃伊汶 – 戀愛拼圖
- 黃伊汶 – 開解我
- 楊千嬅 – 人人愛愉快
- 楊千嬅 – 智多多廿日環遊世界
- 葉佩雯 – 揩搖擺
- 鄭少秋 – 今晚躺進我臂彎
- 譚詠麟 – 飛一般的遐想

2002年
- 朱　茵 – 一分一吋
- 郭富城 – 燈蛾
- 黃家強 – 驚恐症
- 趙頌茹 – 唔該行開
- 譚詠麟 – 山下的人

2003年
- 2R – 我倆個
- 朱　茵 – 床上的荷花
- 何超儀 – 任你
- 何超儀 – 無慘繪
- 何超儀 – 窩廢囊
- 李克勤 – 隔夜仇
- 李逸朗 – 閃
- 李逸朗 – 愛上你的愛
- 張敬軒 – 孤單公園
- 張敬軒 – 公園前
- 黃伊汶 – Show Me Love
- 黃伊汶 – 戒男
- 黃伊汶 – 傾偈
- 葉世榮 – 心魔
- 鄭希怡 – 大廈的秘密
- 譚詠麟 – 不一樣的再見

2004年
- 朱　茵 – 不要惹我
- 梁洛施 – 晚晚乖
- 陳苑淇 – 任我行
- 黃伊汶 – 好睇
- 黃伊汶 – 記住
- 鄭希怡 – Bye Bye DJ

2005年
- 太　極 – 乾杯
- 梁靖琪 – 後宮佳麗

2006年
- 何超儀 – 小腿太肥
- 何超儀 – 誹聞皇
- 陳紀匡 – 記得

2007年
- 黃家強 Feat. 陳秋霞 – 獨角獸
- 鍾鎮濤 – 意想不到

2010年
- 陳奕迅 Feat. 莫文蔚 – 我杯茶

2012年
- 太　極 – 極愛

2013年
- 周啟生 – 愛.生.夢

2014年
- 周啟生 – 屍女狼

2015年
- 太　極 – 愛你1314（假到死）

2017年
- 林羨淇 – 剩

2020年
- 張若希 – 17歲的畸歌

2021年
- 雷有輝 – 女同學

2022年
- 雷有輝 – 回到未來
- 雷有輝 – 中森明菜
- 雷有輝 – 第一課
- 雷有輝 – 海邊漫步
- 雷有輝 – 未成年
- 雷有輝 – 華麗泊車
- 雷有輝 – 迷離公路
- 雷有輝 – 昭和寫真
- 雷有輝 – 平行空間

2023年
- 唐韋琪 – 萬世韆鞦

## 節目嘉賓
- 2014年：Music Café（第163集、無綫電視）
- 2014年：拉近文化（打Band歲月、有線電視）
- 2015年：標致周末—食·客（廣東廣播電視台嶺南戲曲頻道）

## 外部連結
- 因葵的Facebook專頁